# Cirolana albida
Cirolana albida là một loài chân đều trong họ Cirolanidae. Loài này được Richardson miêu tả khoa học năm 1901.